# Гремячка (Курский район)
Гремячка — деревня в Курском районе Курской области России. Входит в состав Моковского сельсовета.

## География
Деревня находится в центральной части Курской области, в пределах южной части Среднерусской возвышенности, в лесостепной зоне, при автодороге 38Н-197, у западной границы города Курска, административного центра района и области. Абсолютная высота — 197 метров над уровнем моря.

### Улицы
В деревне улицы: Крещенская, Луговая, Молодёжная, Молодёжный переулок, Православная, Рождественская, Стрелковая, Трудовая, Успенская, Фруктовая, Черников бок и Широкая.

### Климат
Климат характеризуется как умеренно континентальный, с относительно жарким летом и умеренно холодной зимой. Среднегодовая температура воздуха — 5,5 °С. Средняя температура воздуха самого тёплого месяца (июля) — 18,7 °C (абсолютный максимум — 37 °С); самого холодного (января) — −9,3 °C (абсолютный минимум — −35 °С). Безморозный период длится около 152 дней. Среднегодовое количество атмосферных осадков составляет 587 мм, из которых 375 мм выпадает в период с апреля по октябрь. Снежный покров образуется в первой декаде декабря и держится в среднем 125 дней.

### Часовой пояс
Деревня Гремячка, как и вся Курская область, находится в часовой зоне МСК (московское время). Смещение применяемого времени относительно UTC составляет +3:00.

## Население
| 2002 | 2010 |
| ---- | ---- |
| 409  | ↘397 |

### Половой состав
По данным Всероссийской переписи населения 2010 года в половой структуре населения мужчины составляли 49,1 %, женщины — соответственно 50,9 %.

### Национальный состав
Согласно результатам переписи 2002 года, в национальной структуре населения русские составляли 100 %.

## Инфраструктура
Личное подсобное хозяйство. В деревне 204 дома.

## Транспорт
Гремячка находится в 0,5 км от автодороги федерального значения М2 «Крым» (часть европейского маршрута E 105), на автодорогах межмуниципального значения 38Н-197 (М-2 «Крым» – Полянское – граница Октябрьского района) и 38Н-794 (38Н-197 – СНТ "Золотая осень"), в 10 км от ближайшей ж/д станции Курск (линии: Орёл — Курск, Курск — 146 км и Льгов I — Курск).
В 127 км от аэропорта имени В. Г. Шухова (недалеко от Белгорода).